# Santa Maria de Montmaneu
Santa Maria de Montmaneu és una església de Montmaneu (Anoia) inclosa a l'Inventari del Patrimoni Arquitectònic de Catalunya. És una construcció gòtica, del segle xiv.

## Descripció
És de planta de creu llatina, encara que ha estat molt reformada. L'aspecte exterior de l'església, a la part posterior és, per una banda, poligonal i per l'altra, quadrat, mostrant una clara asimetria (possiblement deguda a les posteriors reformes). Els arcs i les voltes són apuntats. Hi ha dues capelletes laterals per banda de la nau central. Conserva poques finestres, algunes tapiades. Es conserva un rosetó, davant la façana de l'ingrés, però sense el vitrall. Els únics elements gòtics, clarament visibles que es conserven són els desguassos amb formes d'animals fantàstics. El campanar és una torre de base quadrada.